# Renault 5
Renault 5 byl malý automobil, který v letech 1972 až 1996 vyráběla ve dvou generacích francouzská automobilka Renault. Nahradil Renault 4 a jeho nástupcem byl Renault Clio.

## První generace
Vyráběla se do roku 1984. Montovala se ve francouzském Billancourtu, španělském městě Valladolid, venezuelském městě Mariara, slovinském Novom mestem a íránském Teheránu. Karoserie se vyráběla jako tří- nebo pětidveřový hatchback. Design vytvořil Michel Boue. Výrazným designérským prvkem a typickým znakem se staly zadní světlomety umístěné v C-sloupku. V USA se vůz vyráběl a prodával pod názvem Le Car.

### Motory
- 0.8 L (26 kW); max. rychlost: 120 km/h
- 1.1 L (33 kW); max. rychlost: 135 km/h
- 1.3 L (40 kW); max. rychlost: 140 km/h
- 1.3 L (46 kW); max. rychlost: 151 km/h
- 1.4 L (46 kW); max. rychlost: 142 km/h
- 1.4 L (81 kW); max. rychlost: 185 km/h
- 1.4 L (118 kW); max. rychlost: 201 km/h
- 1.7 L (67 kW); max. rychlost: 175 km/h

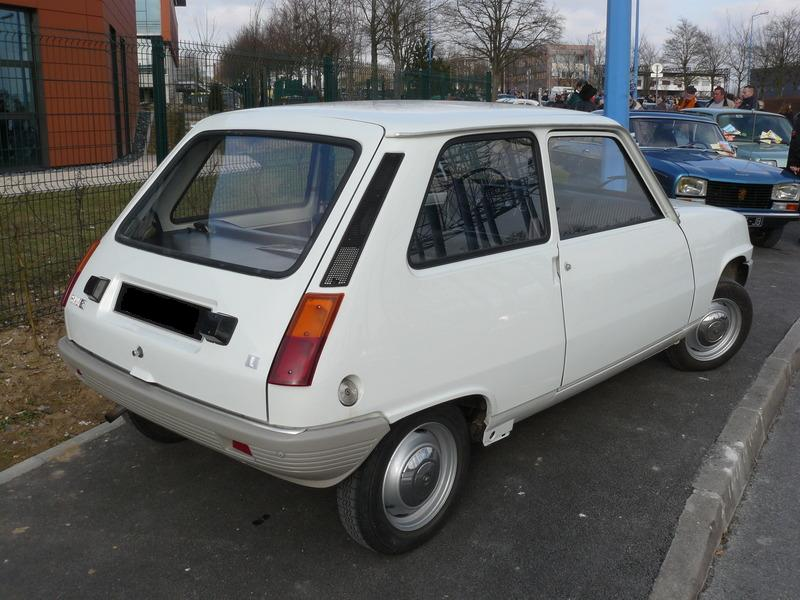
Zadek vozu
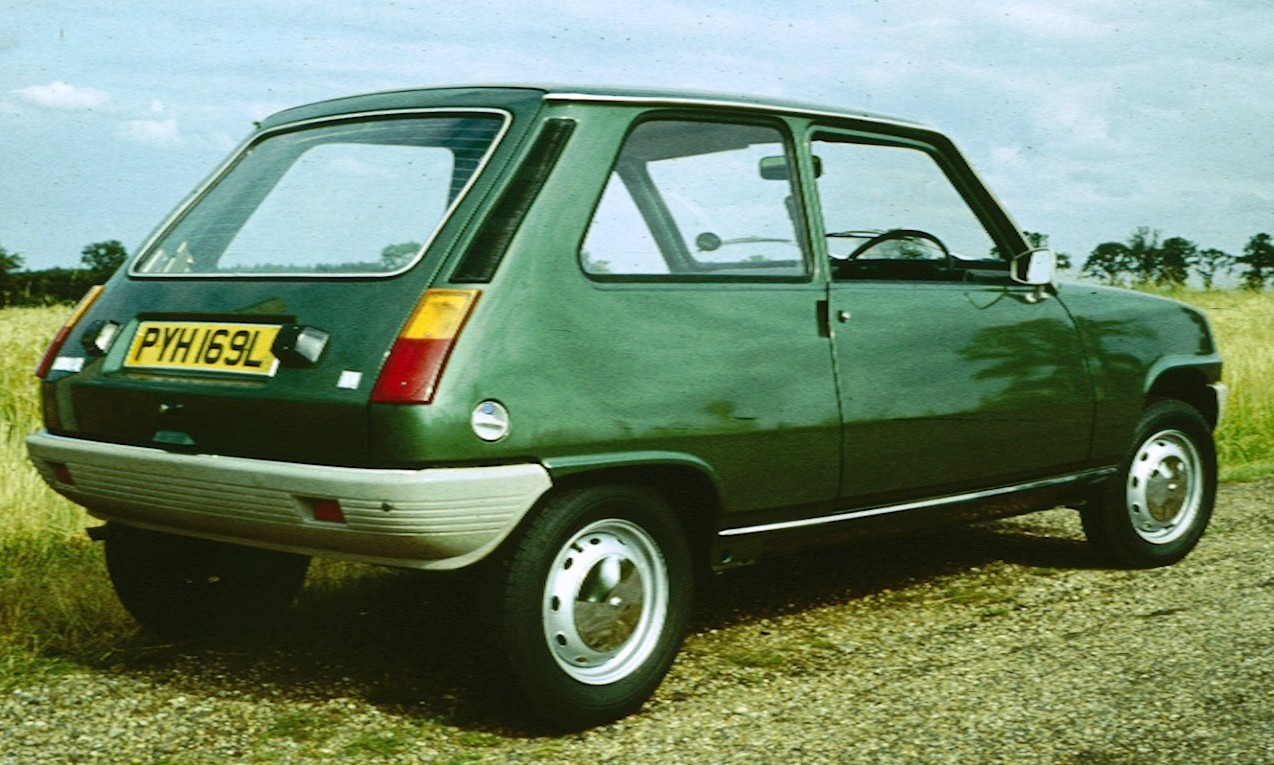
Renault 5 TL (1972)
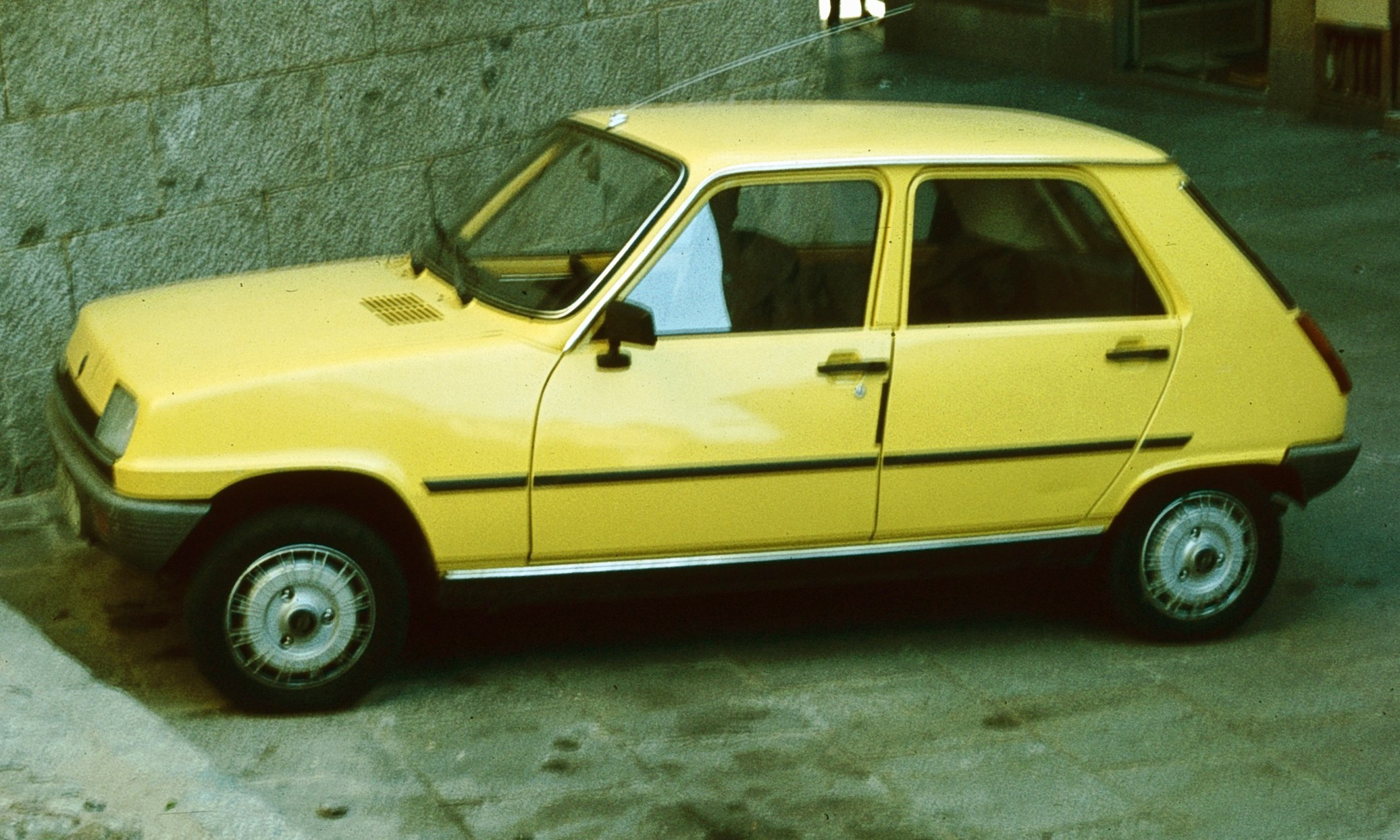
Renault 5 pětidveřový (1979–1984)
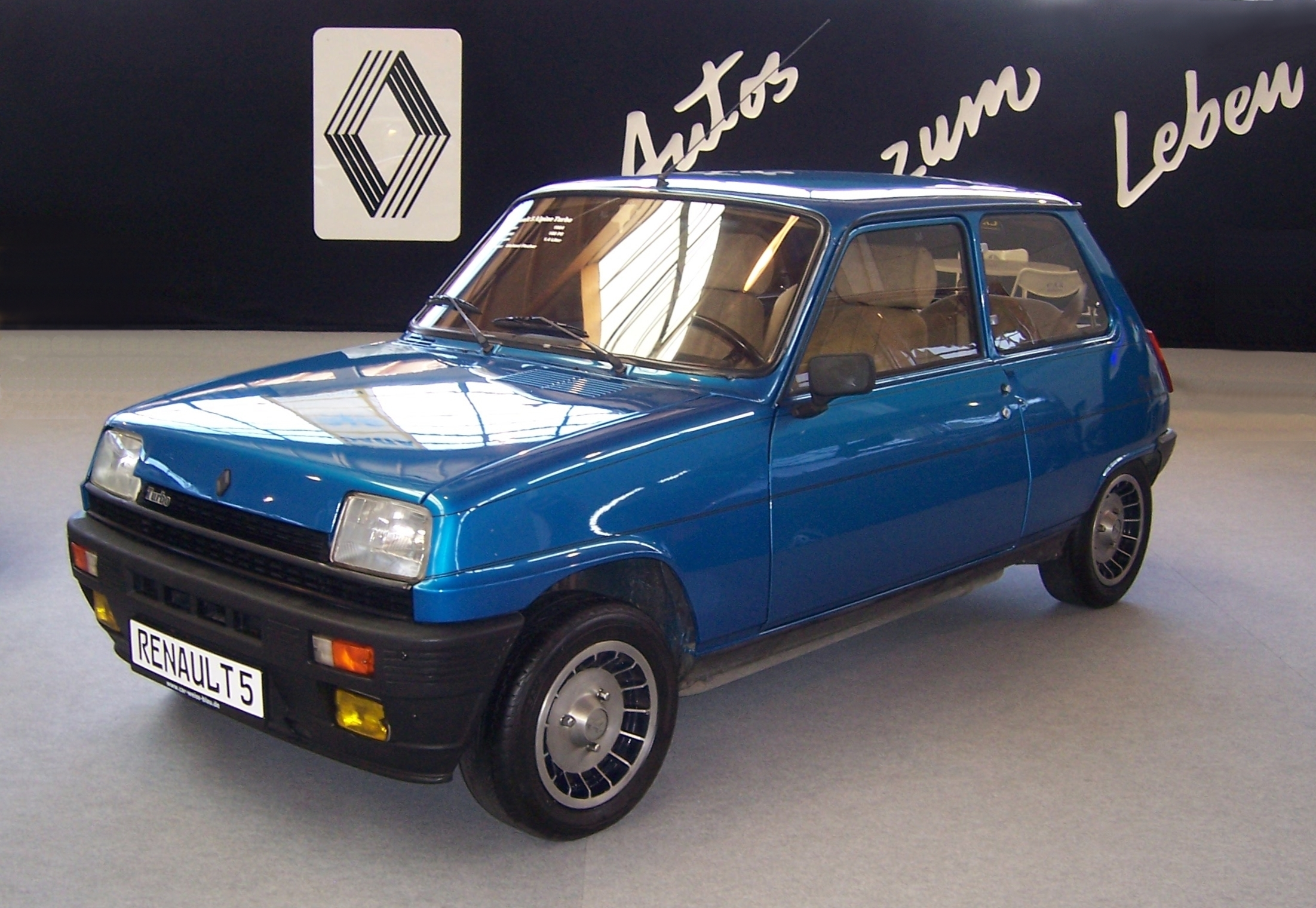
Renault 5 Alpine Turbo (1980–1984)
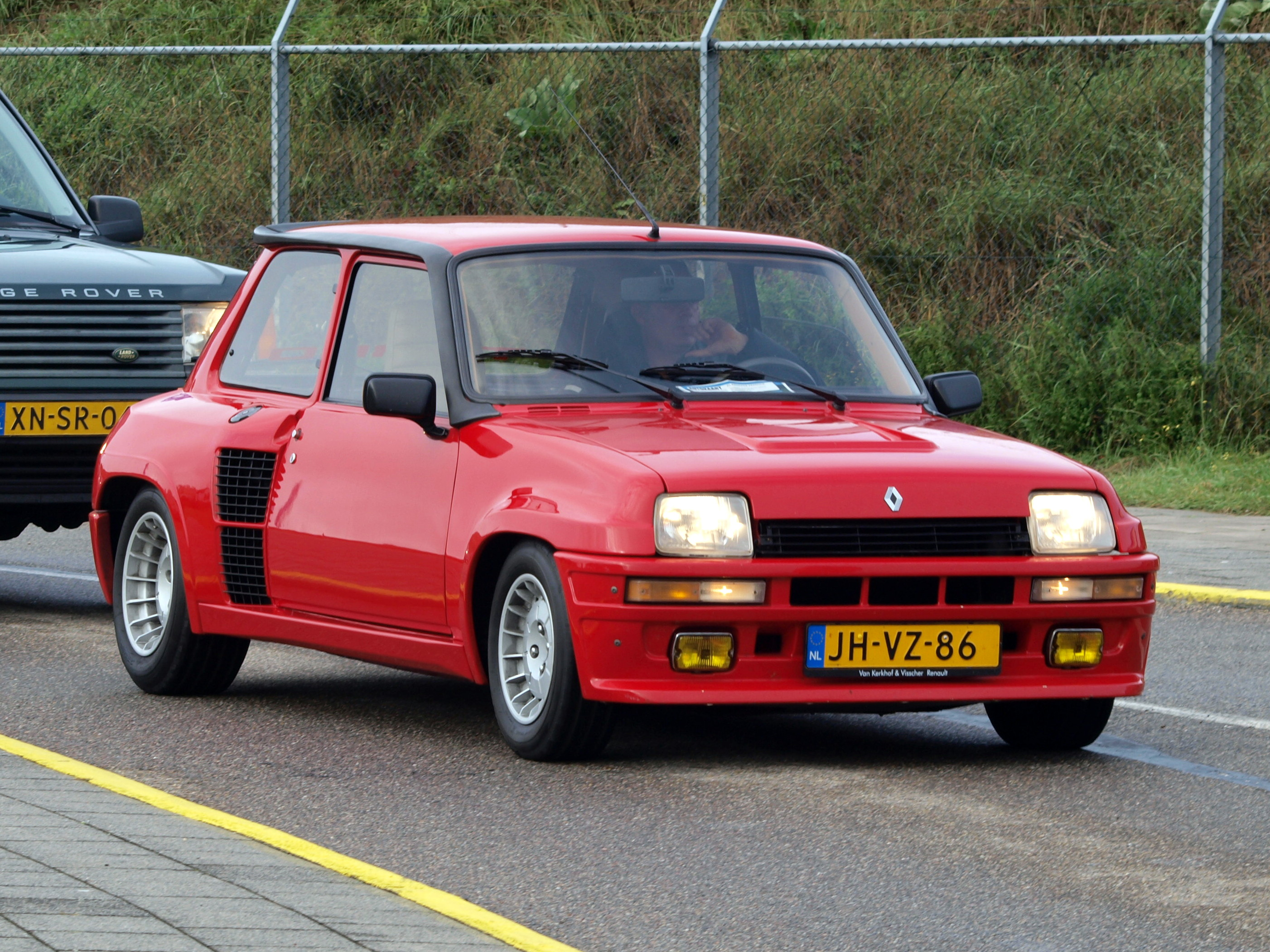
Renault 5 Turbo (1980–1982)
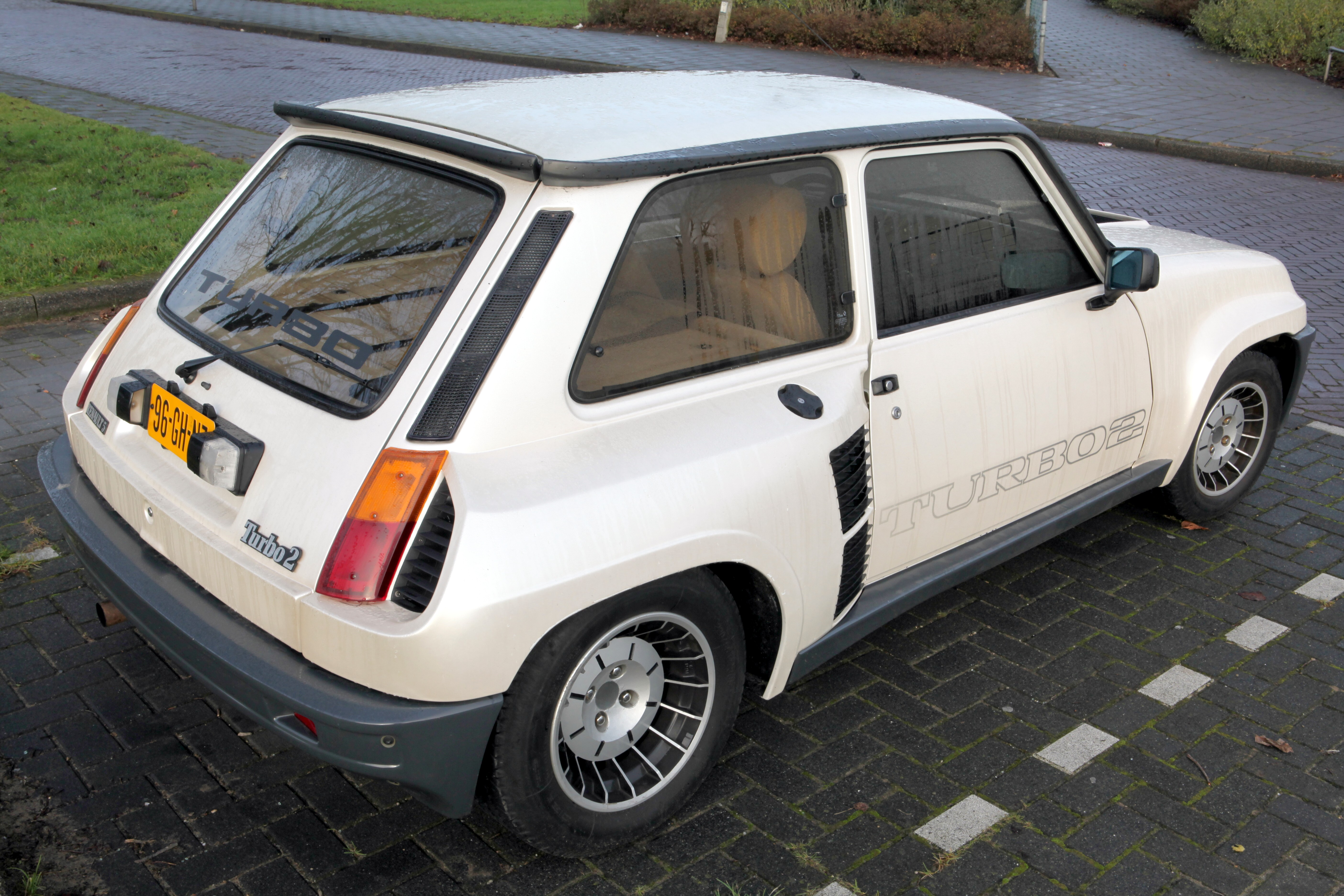
Renault 5 Turbo 2 (1983–1985)

## Druhá generace

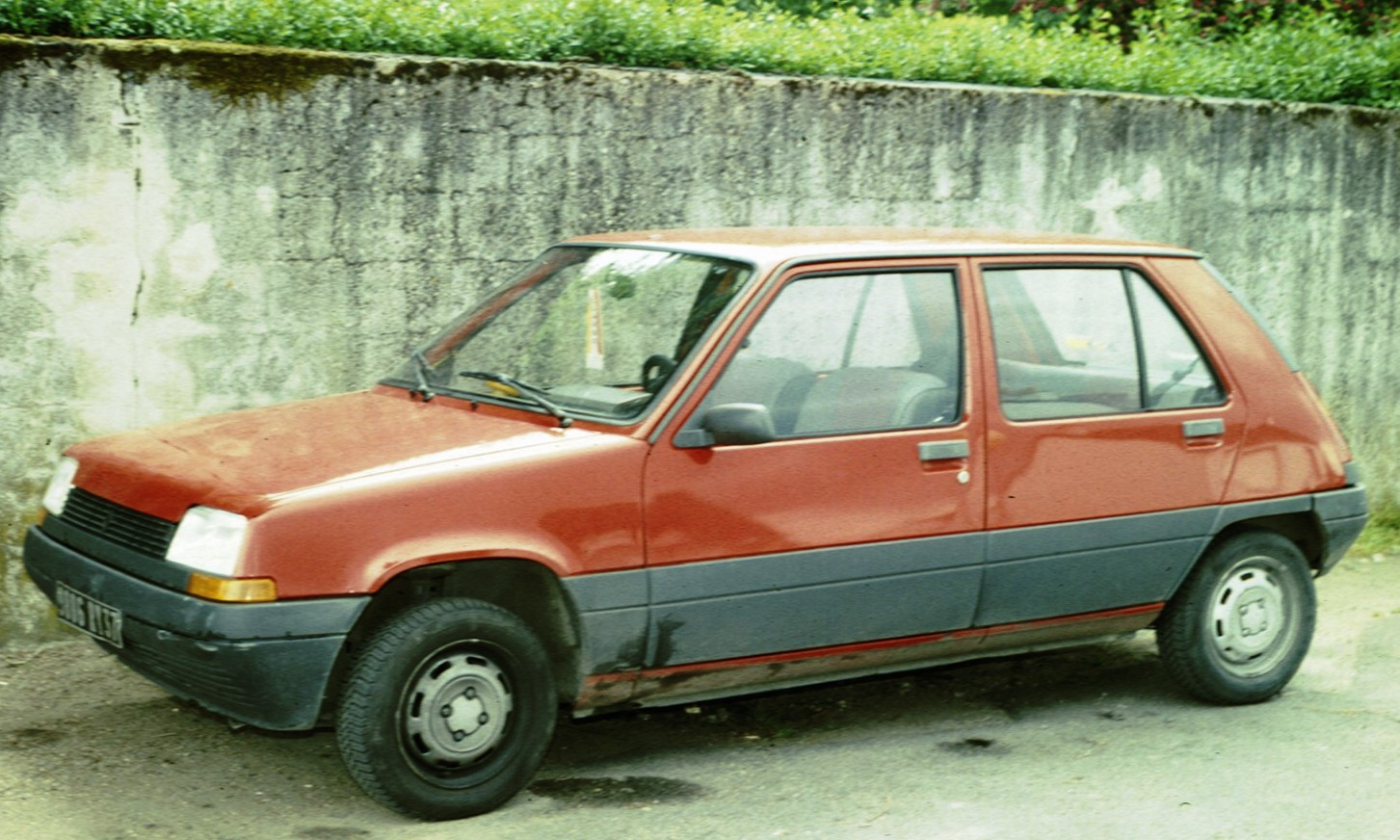
Pětidveřový Renault 5 (1984–1987)

Vyráběla se do roku 1996 a montovala se ve všech lokacích jako předchůdce. Design druhé generace vytvořil Marcello Gandini. Z vozu byl odvozen užitkový vůz, který se prodával pod názvy Express, Extra a Rapid. Nejsportovnějším modelem byl typ GT Turbo, který dosahoval výkonu 85 kW. Po náběhu výroby první generace Clia pokračovala ještě několik let souběžně výroba.

### Motory
- 1.0 L
- 1.1 L
- 1.4 L
- 1.4 L Turbo
- 1.7 L
- 1.7 L 69 kW
- 1.6 L diesel

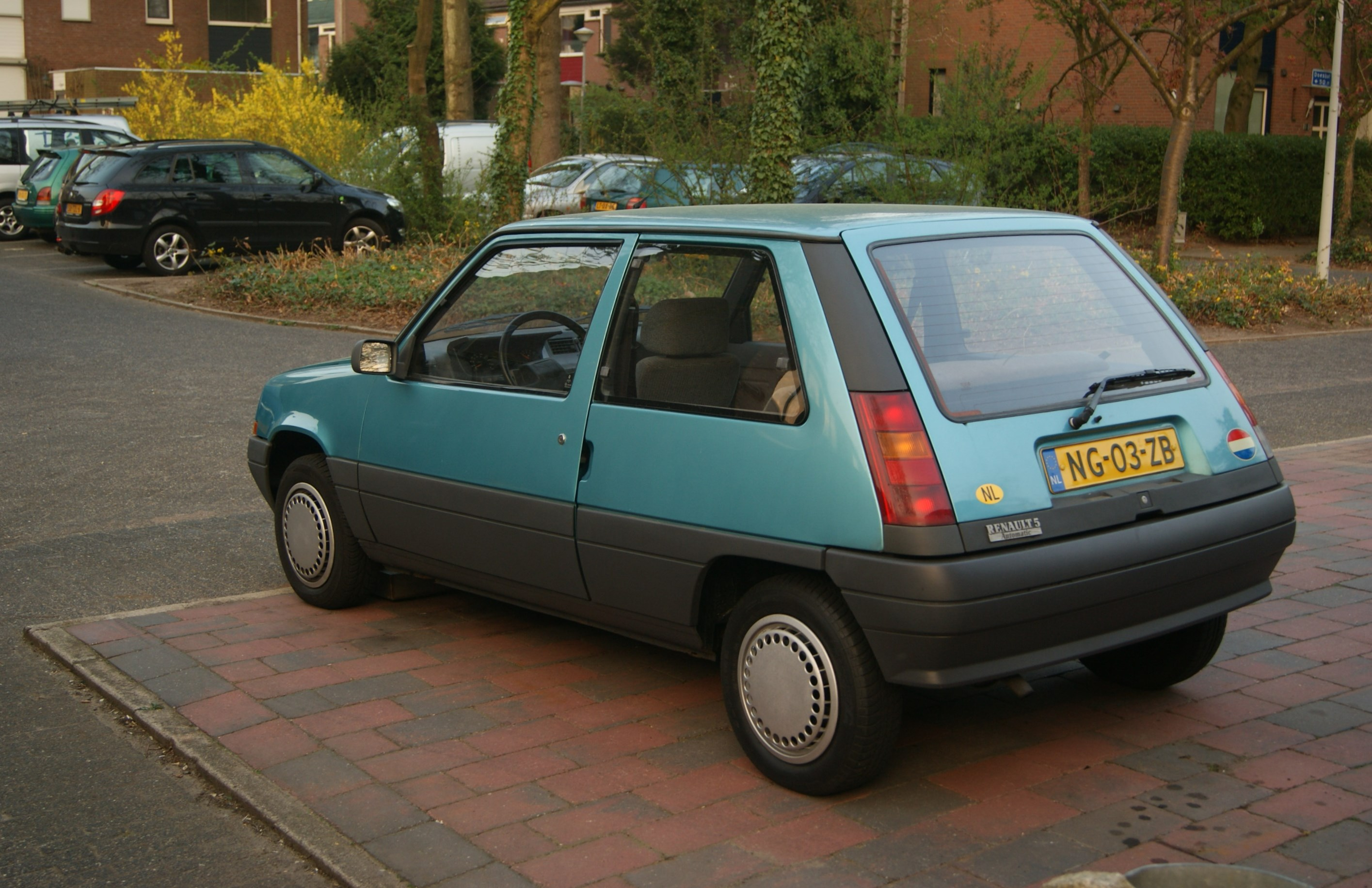
Renault 5 třídveřový (1984–1987)
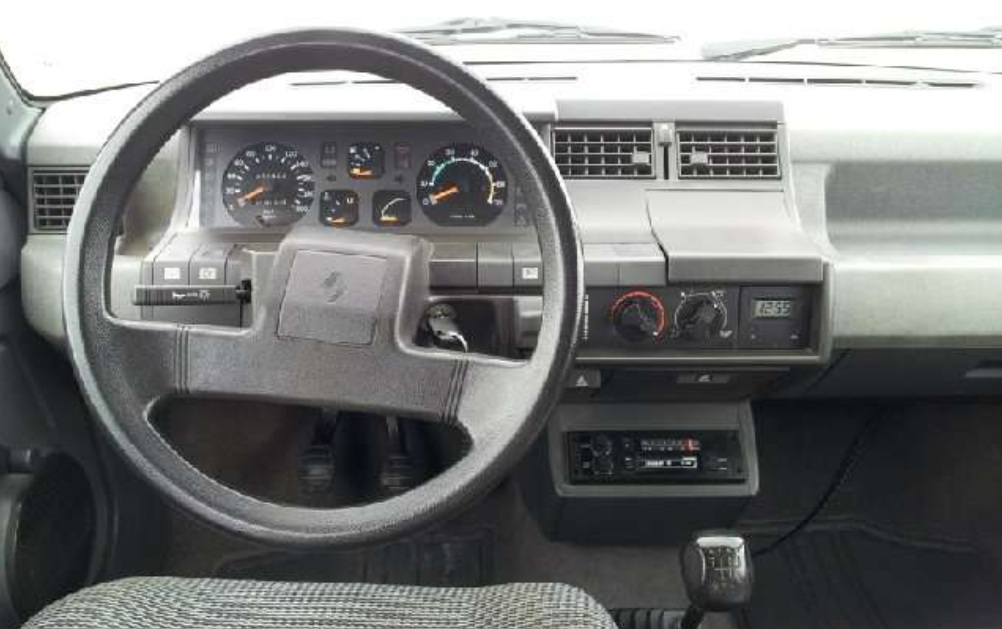
Interiér
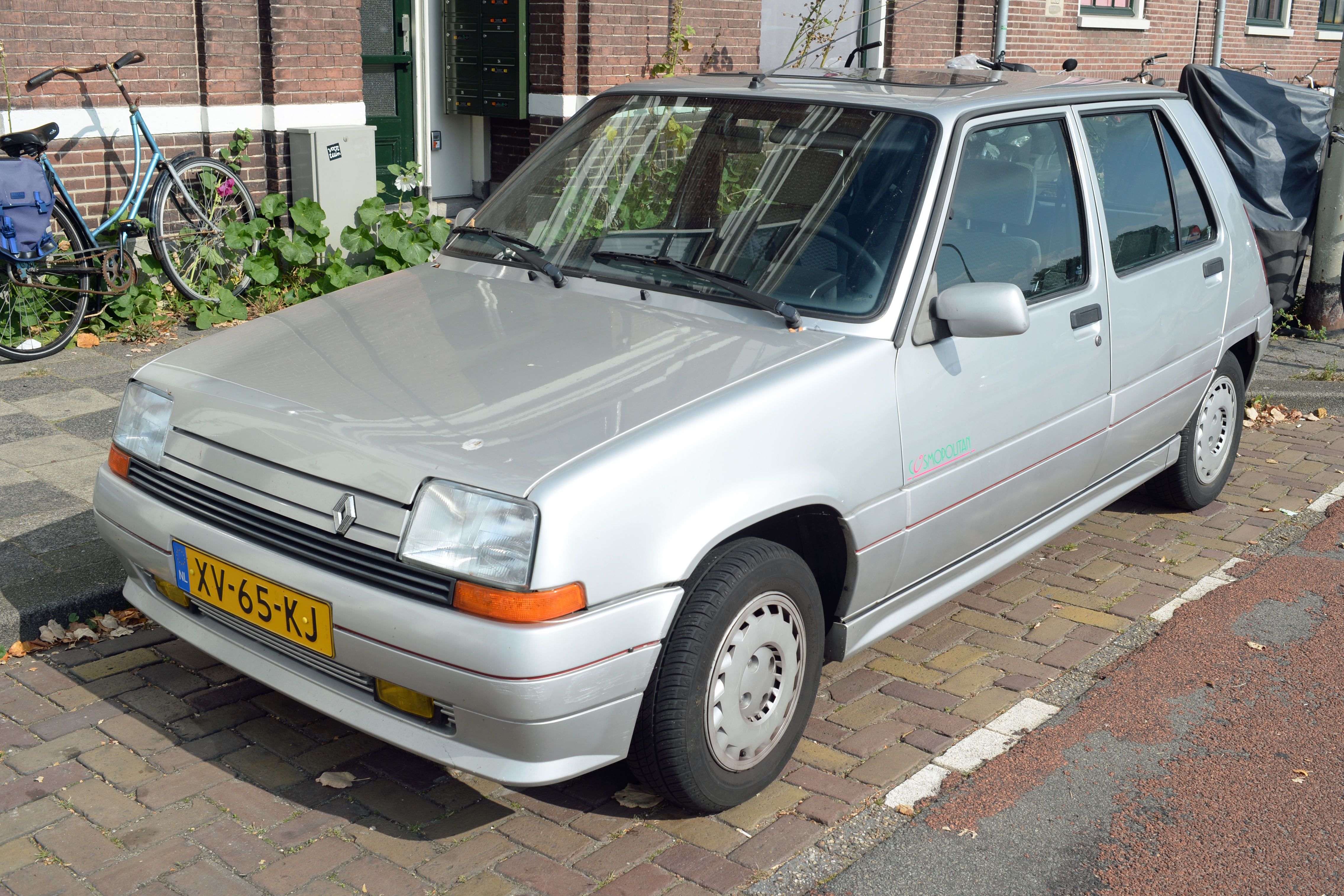
Renault 5 pětidveřový (1987–1996)
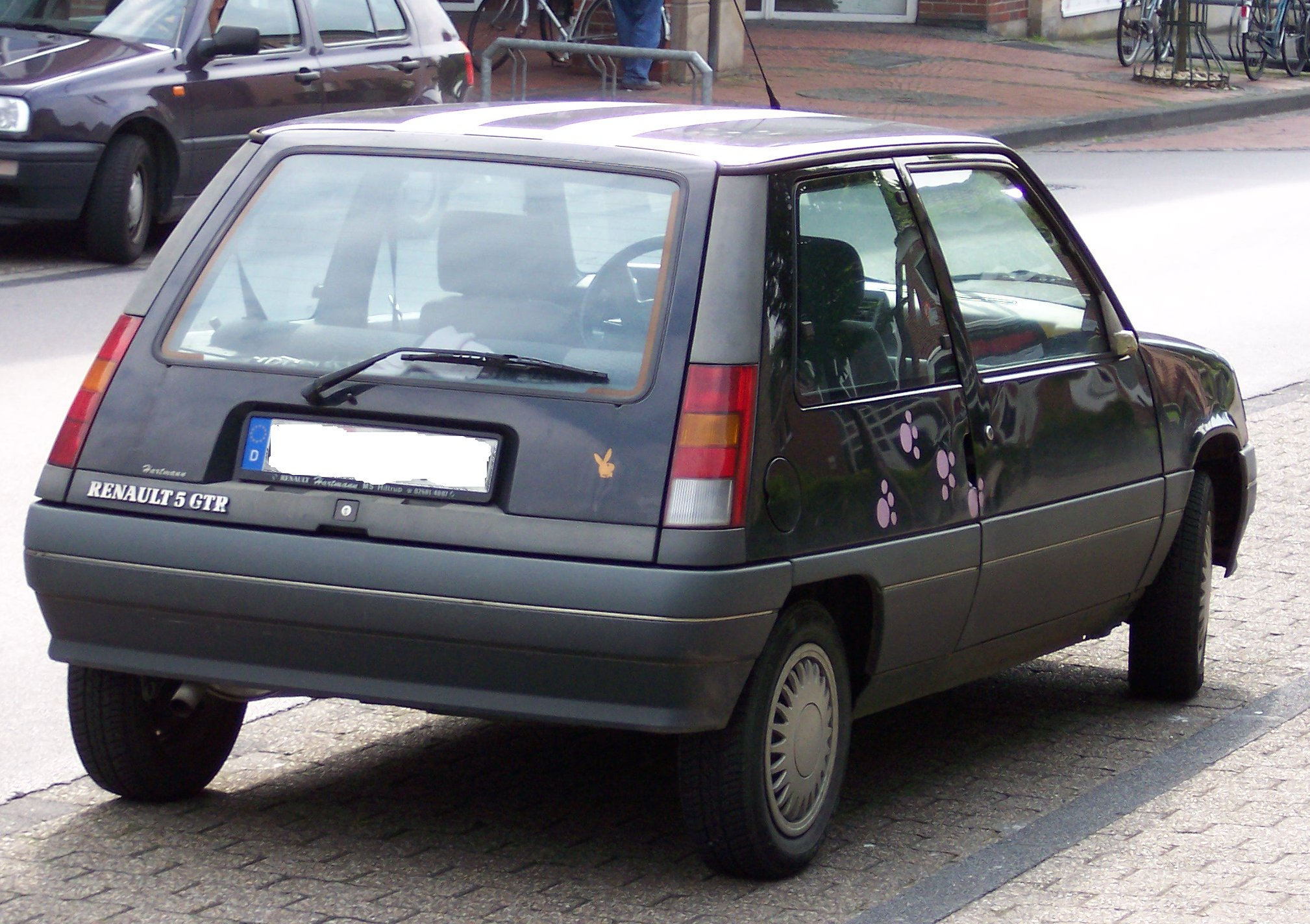
Renault 5 třídveřový (1987–1996)

## Závodní verze
Renaulty 5 byly upravovány firmou Alpine pro rallye. Původně byly homologovány pro soutěže ve skupině 2.
Vůz Renault 5 GT skupiny N zvítězil na Rallye Pobřeží slonoviny 1989.

### Renault 5 Turbo

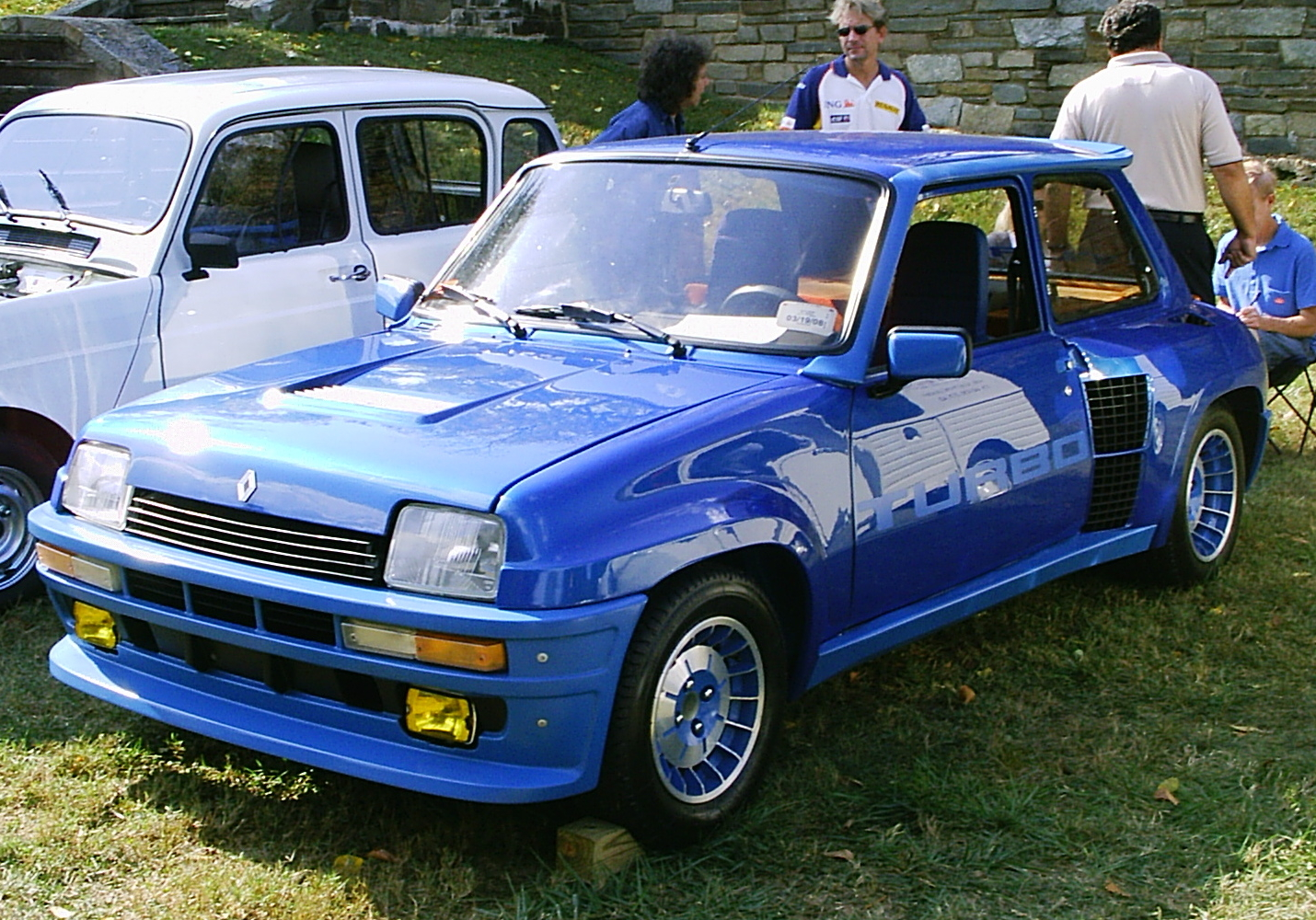
Renault 5 Turbo

Původně byl představen na Pařížském autosalonu 1978. Poprvé startoval v Mistrovství světa v rallye 1980 ve skupině B na Korsice. Oproti sériovému provedení byl motor umístěn uprostřed za předními sedadly. V přední části se nacházely chladicí komponenty a rezerva. Karoserie byla rozšířená o 25 cm. Vůz byl vybaven pohonem zadních kol. Vozy dosahovaly výborných výsledků zejména na asfaltovém povrchu.
Pohon obstarával turbodmychadlem Garett T2 přeplňovaný čtyřválec OHV o původním výkonu 247 koní. Později výkon vzrostl až na 355 koní. Měl různé objemy v rozmezí 1379 až 1526 cm³. Dvě palivové nádrže umístěné vzadu měly objem 93 litrů. Převodovka byla manuální synchronizovaná. Podvozek měl nezávislá lichoběžníková ramena se zkrutnými stabilizátory a kapalinové tlumiče. Na obou nápravách byly kotoučové chlazené brzdy. Přední kola měla rozměr 190/55 a zadní 220/55. Všechny troje dveře byly vyrobeny z hliníku, kapota a přední blatníky z plastu. Přední okno bylo z bezpečnostního skla a ostatní z čirého plastu. Hmotnost vozu byla 980 kg.

### Renault MAXI 5 Turbo
Vůz byl velmi podobný předchozímu typu, ale měl pohon všech kol a výkon 402 koní. Jean Ragnotti vyhrál na Korsice v roce 1985. V témže roce ale tým Renault Sport opustil Mistrovství světa, protože vozy nedokázaly konkurovat ostatním speciálům na nezpevněném povrchu. Několik vozů se nadále pohybovalo v závodech do vrchu.